# نحميا بوشنل
نحميا بوشنل هو محرر وصحفي وسياسي أمريكي، ولد في 9 أكتوبر 1813 في Westbrook, Connecticut ‏ في الولايات المتحدة، وتوفي في 31 يناير 1873 في كوينسي في الولايات المتحدة. نشط حزبياً في الحزب الجمهوري. وقد انتخب عضو مجلس نواب إلينوي ‏.